# Брезник (община)
Община Брезник се намира в Западна България и е една от съставните общини на област Перник. 

## География

### Географско положение, граници, големина
Общината е разположена в централната част на област Перник. Тя е част от историко-географската област Краище и в частност по-малката историко-географска област Граово. С площта си от 404,038 km2 заема 4-то място сред 6-те общини на областта, което съставлява 16,88% от територията на областта. Границите ѝ са следните:
- на югоизток – община Перник;
- на юг – община Ковачевци;
- на югозапад – община Земен;
- на северозапад – община Трън;
- на североизток – община Драгоман, община Сливница и община Божурище, Софийска област.

### Природни ресурси

#### Релеф
Релефът на община Брезник представлява пъстра мозайка от ниски планини, хълмисти области и котловинни дъна. Югоизточната част на общината се заема от високата 700 – 800 m Брезнишка котловина с площ около 60 km2. Тук в коритото на река Конска (десен приток на Струма) при квартал „Палилула“ на село Велковци се намира най-ниската ѝ точка от 680 m н.в. От запад, север и изток котловината е оградена от ниски планини, части от две планински редици: Завалско-Планската и Руйско-Верилската.
Към Завалско-Планската планинска редица в пределите на общината попадат части от две планини. На североизток до границата със Софийска област се простира планината Вискяр, която огражда Брезнишката котловина от североизток. Нейният най-висок връх Мечи камък (1077 m) се издига на около 1 km североизточно от село Горни Романци. На север и северозапад котловината се огражда от южните части на дългата и тясна Завалска планина. Нейната най-висока точка връх Китка (1181 m) се намира на 1,4 km северозападно от село Завала.
Югозападната половина на общината се заема от части от три планини, които спадат към Руйско-Верилската планинска редица. На запад от Брезнишката котловина до долината на река Светля (десен приток на Струма) се простира планината Любаш. Нейният едноименен връх 1399 m се издига на около 2 km северозападно от село Ребро. На югоизток в района на село Гигинци чрез ниска седловина Любаш се свързва с друга ниска планина Черна гора, която също е част от Руйско-Верилската планинска редица. В пределите на община Брезник попадат нейните северни най-високи части, като най-високата ѝ точка връх Тумба (1129 m) се издига в най-южния ъгъл на общината. Най-западната част на община Брезник, на запад от долината на река Светля се заема от източните разклонения на Ерулска планина. В нея на 1 km югозападно от село Душинци се издига най-високата ѝ точка Големи връх (1480,5 m), която е и най-висока точка на общината.

#### Води
Територията на община Брезник принадлежи към двата основни водосборни басейна на България – Беломорския и Дунавския. През северната част на общината преминава участък от главния вододел на България. В пределите на общината той започва от връх Остра чука (1364 m) в Ерулска планина, продължава на изток през Големи връх (1480,5 m), завива на север, а южно от село Ерул (община Трън) – на югоизток. От връх Росен (1361 m) продължава на североизток през връх Редованица (1287 m) и достига до връх Корпин (1308 m). От там продължава на изток и югоизток, като южно от село Кривонос се изкачва на билото на планината Любаш и се спуска по източният ѝ склон до шосето Брезник – Трън, в близост до разклона за село Ребро. От там продължава на север по билото на Завалска планина до връх Китка (1181 m) северозападно от село Завала. След това завива на изток, а североизточно от село Завала – на югоизток и следи билото на планината Вискяр до района на село Бабица, където напуска пределите на община Брезник.
Към Беломорския водосборен басейн принадлежат реките Конска и Светля, които са десни притоци на река Струма. Река Конска протича през община Брезник с цялото си горно и средно течение, основно през Брезнишката котловина, а река Светля – с най-горното си течение между планините Ерулска и Любаш.
Към дунавския водосборен басейн принадлежи най-горното течение на река Ябланица (десен приток на Ерма) и най-горните течения на няколко малки реки принадлежащи въм водосборните басейни на реките Ерма и Габерска, които се вливат отляво в река Нишава на сръбска територия.
Основен водоснабдителен източник за питейно водоснабдяване е язовир „Красава“ с обем 3 млн.м3. От язовира са водоснабдени – град Брезник и селата Ноевци, Бегуновци, Велковци, Режанци и Бабица. На територията на община Брезник са изградени 6 микроязовира – Брезнишки, Красавски, Завалски, Бегуновски, Слаковски и Конска.

#### Климат, горски фонд, фауна
Климатът на общината е умерено континентален с изразени температурни инверсии в Брезнишката котловина. Средната температура на най-студения месец януари в Брезник е -1,7 °C, а средната температура на най-топлия месец юли е 19,6 °C. Преобладаващите ветрове са от север и северозапад.
Размерът на горските територии е 108 900 дка и съставлява 28,6% от територията на общината. Горската растителност е представена от смесен тип гори, като най-типични дървесни видове са бял бор, черен бор и бук.
Най-типичните представители на фаунистичното разнообразие са: дива свиня, сърна, пъдпъдъци, създаващи условия за развитие на ловния туризъм.

## Население

### Етнически състав (2011)
Численост и дял на етническите групи според преброяването на населението през 2011 г.:
|                     | Численост | Дял (в %) |
| Общо                | 6945      | 100,00    |
| Българи             | 6410      | 92,30     |
| Турци               | 7         | 0,10      |
| Цигани              | 189       | 2,72      |
| Други               | 11        | 0,16      |
| Не се самоопределят | 12        | 0,17      |
| Неотговорили        | 316       | 4,55      |

### Населени места
Общината има 35 населени места с общо население 5800 жители към 7 септември 2021 г.
| Населено място  | Население (2021 г.) | Площ на землището km2 | Забележка (старо име) | Населено място | Население (2021 г.) | Площ на землището km2 | Забележка (старо име)           |
| --------------- | ------------------- | --------------------- | --------------------- | -------------- | ------------------- | --------------------- | ------------------------------- |
| Арзан           | 7                   | 8,321                 |                       | Завала         | 11                  | 12,757                |                                 |
| Бабица          | 23                  | 13,121                |                       | Конска         | 81                  | 12,792                |                                 |
| Банище          | 34                  | 16,408                | Банишор               | Кошарево       | 193                 | 23,774                |                                 |
| Бегуновци       | 147                 | 10,587                |                       | Красава        | 9                   | 7,528                 |                                 |
| Билинци         | 2                   | 5,193                 |                       | Кривонос       | 8                   | 6,295                 |                                 |
| Брезник         | 3617                | 23,481                |                       | Муртинци       | 17                  | 5,951                 |                                 |
| Брезнишки извор | 34                  | 8,503                 | Извор                 | Непразненци    | 55                  | 7,274                 |                                 |
| Брусник         | 15                  | 9,917                 |                       | Ноевци         | 480                 | 16,470                |                                 |
| Велковци        | 145                 | 9,171                 |                       | Озърновци      | 2                   | 4,968                 |                                 |
| Видрица         | 16                  | 7,596                 |                       | Ребро          | 50                  | 11,554                |                                 |
| Гигинци         | 125                 | 16,636                |                       | Режанци        | 70                  | 11,730                |                                 |
| Гоз             | 5                   | 12,271                |                       | Ръжавец        | 7                   | 7,632                 |                                 |
| Горна Секирна   | 15                  | 14,232                |                       | Садовик        | 84                  | 16,016                |                                 |
| Горни Романци   | 14                  | 8,539                 |                       | Слаковци       | 181                 | 14,280                |                                 |
| Гърло           | 78                  | 9,188                 |                       | Сопица         | 105                 | 10,602                |                                 |
| Долна Секирна   | 105                 | 25,701                |                       | Станьовци      | 30                  | 9,720                 |                                 |
| Долни Романци   | 19                  | 9,557                 |                       | Ярославци      | 14                  | 7,000                 |                                 |
| Душинци         | 2                   | 9,283                 |                       | ОБЩО           | 5800                | 404,038               | няма населени места без землища |

## Административно-териториални промени
- МЗ № 2820/обн. 14 август 1934 г. – преименува с. Банишор на с. Банище;
- МЗ № 232/обн. 6 март 1946 г. – признава м. Озърновци за с. Озърновци;
- Указ № 381/обн. 25 октомври 1960 г. – преименува с. Извор на с. Брезнишки извор;
- Указ № 5/обн. 8 януари 1963 г. – заличава селата Конска и Режанци и ги обединява в едно ново населено място – с. Граово;

– признава н.м. Непразненци за отделно населено място – с. Непразненци;
- Указ № 1885/обн. 6 септември 1974 г. – заличава с. Граово и възстановява селата Конска и Режанци като отделни населени места;
- Указ № 120/обн. 14 април 1998 г. – отделя с. Селищен дол и землището му от община Брезник и го присъединява към община Перник;[3].

## Транспорт
През общината преминават частично 5 пътя от Републиканската пътна мрежа на България с обща дължина 85.3 km:
- участък от 17,1 km от Републикански път II-63 (от km 15.6 до km 32.7);
- участък от 11.6 km от Републикански път III-605 (от km 12.3 до km 23.9);
- началният участък от 7,7 km от Републикански път III-638 (от km 0 до km 7,7);
- последният участък от 20 km от Републикански път III-811 (от km 29,6 до km 49,6);
- началният участък от 28,9 km от Републикански път III-8114 (от km 0 до km 28,9).

## Топографска карта
- Лист от карта K-34-46. Мащаб: 1 : 100 000.
- Лист от карта K-34-58. Мащаб: 1 : 100 000.